# Sedem svetnikov iz Marakeša
Sedem svetnikov iz Marakeša ali sveti zavetniki Marakeša (arabsko سبعة رجال, latinizirano: Sabʿa Rijāl, lit. 'sedem mož') je sedem zgodovinskih muslimanskih osebnosti, pokopanih v Marakešu v Maroku. Vsak od njih je bil slavni muslimanski pravnik, učenjak ali vali (sufijski svetnik), čaščen zaradi svoje pobožnosti ali drugih mističnih lastnosti. Njihove grobnice tvorijo osnovo stoletja starega letnega romanja ali zijarat, med katerim obiskovalci sedem dni molijo ob vsaki od njihovih grobnic.

## Zgodovinsko ozadje
Tradicija zijarata na grobnicah sedmih svetnikov iz Marakeša je nastala na pobudo alavijskega sultana Ismaila Ibn Šarifa (vladal 1672–1727) v poznem 17. stoletju. Motivacija za to dejanje je bila politična želja po izkoriščanju ljudskega vpliva zavijev (ustanov sufijske bratovščine) in nasprotovanju priljubljenosti sedmih svetnikov berberskega plemena Regraga, ki so bili takrat osnova drugega romanja v Džebel al-Hadid pri Essaouiri.:571–575 Obstajali so tudi drugi primeri sedmih svetnikov drugje v Maroku, vključno s Fesom, ki je morda imel precedens v legendi o sedmih spečih, omenjenih v Koranu. Morda je bilo tudi pomembno, da so bili svetniki, izbrani za novo romanje, večinoma arabskega porekla, v nasprotju z berberskimi svetniki romanja, ki ga je sponzorirala Regraga. Mulaj Ismail je za ustanovitev romanja v Marakešu obdolžil vplivno versko osebnost po imenu Abu 'Ali al-Hasan al-Jusi, človek berberskega porekla, ki je poznal zavije v državi.
Romanje je bilo navsezadnje koristno za Marakeš, saj je povečalo duhovni sloves mesta (čeprav je bilo mesto že dom grobnic mnogih drugih valijev) in pritegnilo popotnike, da bi spodbudili njegovo gospodarstvo. Postalo je tako dobro znano, da je sedem mož postalo drugo ime za sam Marakeš. Tudi poznejši sultani, kot je Mohamed ben Abdallah, ki je bil znan po tem, da je bil nagnjen k vahabizmu, puritanski šoli mišljenja, ki je nasprotovala heterodoksnim praksam, kot je čaščenje svetnikov, so bili kljub temu pokrovitelji zavij in grobnice sedmih svetnikov ter razširili ali obnovili njihova svetišča.
Danes ta praksa ni več tako razširjena kot nekoč, vendar so grobnice in zavije kljub temu pomembna svetišča v mestu. Leta 2005 je župan Marakeša slovesno odprl spomenik pred Bab Doukalo (severovzhodna vrata starega mesta), znan kot Place des Septs Saints (Trg sedmih svetnikov), ki spominja na sedem svetnikov.

## Opis romanja
Romanje poteka večji del tedna, začne se v torek in konča v ponedeljek. Prav tako poteka krožno po mestu, začenši na jugovzhodu in konča na jugozahodu, posnemajoč smer obkrožanja Kabe v Meki v nasprotni smeri urinega kazalca. Vsak dan se romarji ustavijo in molijo pri drugem grobu. Prva postaja je bila v torek grobnica Sidi Jusuf ibn 'Ali Sanhaji blizu Bab Aghmata (jugovzhodna vrata mesta). V sredo so vstopili v mesto in se ustavili pri grobnici Kadi 'Ijada. V četrtek so zapustili mesto preko Bab Ajlana in šli mimo Bab el-Khemisa, da bi obiskali mavzolej Sidi Bel Abbes as-Sabti (ki je bil zunaj mestnega obzidja do 18. stoletja). V petek so se preselili v mavzolej Sidi Ben Sliman al-Džazuli, nato v grobnico Sidi Abd al-'Aziz at-Taba'a (učenec al-Džazulija) v soboto in nato v mavzolej Sidi Abdallah al-Ghazvani (učenec at-Taba'a) v nedeljo. Nazadnje so se v ponedeljek končali pri grobnici Sidi al-Suhajli blizu Bab er-Robba (jugozahodna vrata mesta).

## Sedem svetnikov in njihova svetišča
Sedem svetnikov iz Marakeša je navedenih spodaj v kronološkem vrstnem redu njihove smrti - v nasprotju z vrstnim redom, v katerem so njihove grobnice obiskali med romanjem (glej prejšnji razdelek). Upoštevajte, da obstaja veliko alternativnih zapisov imen svetnikov (zaradi različnih prečrkovanj arabskih imen). Ime Sidi je častno običajno v Magrebu.
- Kadi 'Ijad ibn Musa (znan tudi kot Kadi Ajad), je umrl leta 1149. Pokopan je v mavzoleju blizu Bab Ajlana, enih od zahodnih vrat starega mesta.
- Sidi al-Suhajli (znan tudi kot imam al-Suhajli, napisan tudi al-Soheili ali al-Souheili), je umrl leta 1185. Njegov grob je na pokopališču, poimenovanem po njem, tik pred Bab er-Robom, na mestu nekdanjih mestnih vrat, znanih kot Bab aš-Šaria.[5]:114
- Sidi Jusuf ibn 'Ali as-Sanhaji (znan tudi kot Sidi Jusef Ben Ali), je umrl leta 1196. Pokopan je v njemu posvečeni zaviji zunaj Bab Aghmata.
- Sidi Abu al-Abbas as-Sabti (znan tudi kot Sidi Bel Abes), umrl leta 1204. Pokopan je v Zaviji v Sidi Bel Abesu v skrajnem severnem delu medine. Njegova grobnica je bila ena prvih večjih zavij, ki so bile priljubljene v Marakešu, generacije preden so sufijske zavije postale bolj splošno vplivne. Častili so ga celo judovski prebivalci mesta.
- Sidi Ben Sliman al-Džazuli (znan tudi kot Sidi Ben Slimane ali kot al-Džazuli), je umrl leta 1465. Bil je edini od sedmih svetnikov, ki je umrl zunaj Marakeša in je bil sprva pokopan drugje. Njegovo truplo so Saadijci leta 1523–1524 prenesli iz vasi Afoughal v Marakeš. Njegovo grobnico najdemo v Zaviji Sidi Ben Slimane, ki je južno od zavije Sidi Bel Abes.
- Sidi Abd al-'Aziz at-Taba'a (znan tudi kot Sidi Abdelaziz), je umrl leta 1508. Pokopan je v Zaviji Sidi Abd el-Aziza, severno od mošeje Mouassine in južno od zavije al-Džazulija.
- Sidi Abdalah al-Ghazvani (znan tudi kot al-Ghazvani ali kot Mulaj Ksur), je umrl leta 1528. Pokopan je v zaviji severozahodno od Džema el-Fna.

## Galerija
- Grobnica Qadi 'Iyyada
- Mavzolej al-Suhayli, ki se nahaja na pokopališču ob jugozahodnem obzidju mesta, blizu Bab er-Robba
- Zawiya Sidi Yusufa ibn Alija, blizu Bab Aghmata
- Osrednje dvorišče Zawiya Sidi Bel Abbes. Mavzolej je na desni, minaret kompleksa pa na levi
- Mavzolejska dvorana Sidi Bel Abbes
- Mavzolej in Zawiya Sidija Ben Slimana al-Jazulija
- Mavzolej in Zawiya Sidi Abd al-Aziza
- Mavzolej in zavija Sidi al-Ghazwanija (ali Moulay el-Ksourja)